# Puchar Świata w biegach narciarskich 2012/2013 – Quebec 2012
Trzecie zawody Pucharu Świata w biegach narciarskich w sezonie 2012/2013 odbyły się w kanadyjskim mieście Quebec. Konkurencje zostały rozegrane 7 i 8 grudnia 2012. Zawodnicy rywalizowali się w sprintach indywidualnych oraz drużynowych stylem dowolnym.

## Program zawodów
| Dzień     | Konkurencja                            | Początek  | Liczba uczestników |
| --------- | -------------------------------------- | --------- | ------------------ |
| 7 grudnia | Sprint drużynowy kobiet st. dowolnym   | 14:00 CET | 23×2               |
| 7 grudnia | Sprint drużynowy mężczyzn st. dowolnym | 14:35 CET | 25×2               |
| 8 grudnia | Sprint kobiet st. dowolnym             | 13:15 CET | 62                 |
| 8 grudnia | Sprint mężczyzn st. dowolnym           | 13:40 CET | 73                 |

## Wyniki

### Sprint kobiet
| Pozycja | Zawodniczka              | Reprezentacja     | Wynik        | Strata |
| ------- | ------------------------ | ----------------- | ------------ | ------ |
| złoto   | Kikkan Randall           | Stany Zjednoczone | Finał        | 3:40,2 |
| srebro  | Maiken Caspersen Falla   | Norwegia          | Finał        | +1,1   |
| brąz    | Ida Ingemarsdotter       | Szwecja           | Finał        | +1,4   |
| 4.      | Ingvild Flugstad Østberg | Norwegia          | Finał        | +2,2   |
| 5.      | Mona-Liisa Malvalehto    | Finlandia         | Finał        | +2,9   |
| 6.      | Natalja Korostielowa     | Rosja             | Finał        | +3,2   |
|         |                          |                   |              |        |
| 7.      | Anne Kyllönen            | Finlandia         | Półfinał (2) | —      |
| 8.      | Magdalena Pajala         | Szwecja           | Półfinał (1) | —      |
| 9.      | Denise Herrmann          | Niemcy            | Półfinał (1) | —      |
| 10.     | Hanna Falk               | Szwecja           | Półfinał (2) | —      |
| 11.     | Swietłana Nikołajewa     | Rosja             | Półfinał (2) | —      |
| 12.     | Jewgienija Szapowałowa   | Rosja             | Półfinał (1) | —      |

### Sprint mężczyzn
| Pozycja | Zawodnik           | Reprezentacja     | Wynik           | Strata |
| ------- | ------------------ | ----------------- | --------------- | ------ |
| złoto   | Emil Jönsson       | Szwecja           | Finał           | 3:17,5 |
| srebro  | Teodor Peterson    | Szwecja           | Finał           | +PF    |
| brąz    | Aleksiej Pietuchow | Rosja             | Finał           | +PF    |
| 4.      | Anders Gløersen    | Norwegia          | Finał           | +1,6   |
| 5.      | Andrew Newell      | Stany Zjednoczone | Finał           | +2,4   |
| 6.      | Jöri Kindschi      | Szwajcaria        | Finał           | +3,2   |
|         |                    |                   |                 |        |
| 7.      | Eirik Brandsdal    | Norwegia          | Półfinał (1)    | —      |
| 8.      | Johan Edin         | Szwecja           | Półfinał (1)    | —      |
| 9.      | Anssi Pentsinen    | Finlandia         | Półfinał (1)    | —      |
| 10.     | Robin Bryntesson   | Szwecja           | Półfinał (2)    | —      |
| 11.     | Roddy Darragon     | Francja           | Półfinał (1)    | —      |
| 12.     | Nikita Kriukow     | Rosja             | Półfinał (2)    | —      |
| ...     |                    |                   |                 |        |
| 22.     | Maciej Staręga     | Polska            | Ćwierćfinał (2) |        |

### Sprint drużynowy kobiet
| Pozycja | Zawodniczki                                     | Reprezentacja        | Wynik   | Strata |
| ------- | ----------------------------------------------- | -------------------- | ------- | ------ |
| złoto   | Jessica Diggins Kikkan Randall                  | Stany Zjednoczone I  | 21:49,5 |        |
| srebro  | Hanna Kolb Denise Herrmann                      | Niemcy               | 21:50,4 | +0,9   |
| brąz    | Celine Brun-Lie Maiken Caspersen Falla          | Norwegia I           | 21:50,6 | +1,1   |
| 4.      | Jewgienija Szapowałowa Swietłana Nikołajewa     | Rosja II             | 21:50,9 | +1,4   |
| 5.      | Mona-Liisa Malvalehto Anne Kyllönen             | Finlandia            | 21:51,0 | +1,5   |
| 6.      | Katja Višnar Vesna Fabjan                       | Słowenia I           | 21:58,7 | +9,2   |
| 7.      | Anastasija Docenko Natalja Korostielowa         | Rosja I              | 22:00,3 | +10,8  |
| 8.      | Magdalena Pajala Linn Sömskar                   | Szwecja II           | 22:08,1 | +18,6  |
| 9.      | Ida Sargent Holly Brooks                        | Stany Zjednoczone II | 22:25,5 | +36,0  |
| 10.     | Kari Vikhagen Gjeitnes Ingvild Flugstad Østberg | Norwegia II          | 22:38,6 | +49,1  |

### Sprint drużynowy mężczyzn
| Pozycja | Zawodniczki                       | Reprezentacja | Wynik   | Strata |
| ------- | --------------------------------- | ------------- | ------- | ------ |
| złoto   | Dienis Wołotka Nikołaj Czebot´ko  | Kazachstan I  | 19:25,1 |        |
| srebro  | Nikita Kriukow Aleksiej Pietuchow | Rosja I       | 19:25,2 | +0,1   |
| brąz    | Anders Gløersen Eirik Brandsdal   | Norwegia I    | 19:26,2 | +1,1   |
| 4.      | John Kristian Dahl Pål Golberg    | Norwegia II   | 19:26,4 | +1,3   |
| 5.      | Devon Kershaw Alex Harvey         | Kanada I      | 19:27,0 | +1,9   |
| 6.      | Fabio Pasini Fulvio Scola         | Włochy II     | 19:28,9 | +3,8   |
| 7.      | Teodor Peterson Emil Jönsson      | Szwecja I     | 19:29,2 | +4,1   |
| 8.      | Gleb Rietiwych Nikołaj Moriłow    | Rosja II      | 19:30,5 | +5,4   |
| 9.      | Robin Bryntesson Simon Persson    | Szwecja II    | 19:31,3 | +6,2   |
| 10.     | Jesse Cockney Len Väljas          | Kanada II     | 20:04,9 | +39,8  |